# 11433 Ґеммафрізіус
11433 Ґеммафрізіус (11433 Gemmafrisius) — астероїд головного поясу, відкритий 16 жовтня 1977 року.
Тіссеранів параметр щодо Юпітера — 3,493.